# ان‌جی‌سی ۷۶۷۸
ان‌جی‌سی ۷۶۷۸ (انگلیسی: NGC 7678) یک کهکشان مارپیچی است که در صورت فلکی اسب بزرگ واقع شده است که در فاصله حدود ۱۳۰ میلیون سال نوری از زمین قرار دارد. این کهکشان در ۱۵ سپتامبر ۱۷۸۴ توسط ویلیام هرشل کشف شد.